# پادوآنگه
پادوآنگه (به لاتین: Paduange) یک منطقهٔ مسکونی در سری‌لانکا است که در استان جنوبی (سری‌لانکا) واقع شده‌است.